# Ostwald
Ostwald (en alsacià Oschwàld) és un municipi francès, situat a la regió del Gran Est, al departament del Baix Rin. L'any 1999 tenia 10.761 habitants.
Forma part del cantó d'Illkirch-Graffenstaden, del districte d'Estrasburg i de la Strasbourg Eurométropole.

## Demografia
| 1962  | 1968  | 1975  | 1982  | 1990   | 1999   |
| ----- | ----- | ----- | ----- | ------ | ------ |
| 4.810 | 5.717 | 8.688 | 9.876 | 10.197 | 10.761 |

## Administració
| Període   | Identitat             | Partit |
| --------- | --------------------- | ------ |
| 1979-1991 | André Fougerousse     | PS     |
| 1991-2001 | Jean-Marie Beutel     | PS     |
| 2001-2008 | Danielle Meyer-Traber | UMP    |
| 2008-     | Jean-Marie Beutel     | PS     |